# Aeroportul Buochs
Aeroportul Buochs (IATA: BXO, ICAO: LSZC) este un aeroport din Cantonul Nidwald, Elveția ce deservește zona Buochs. A fost deschis în 1928 și numit după zona deservită.
Situat la o altitudine de 450 m, aeroportul dispune de 1 pistă.

## Infrastructură

### Piste
Aeroportul dispune de o singură pistă. Pista 06/24 are suprafața de asfalt și dimensiunile 2.000 m × 40 m. 